# Phare de Ship Island
Le phare de Ship Island (en anglais : Ship Island Light), est un phare situé sur Ship Island, une île-barrière du comté de Harrison au Mississippi. Il a été remplacé par une tour à claire-voie reposant sur la même fondation.

## Histoire
La première tour sur ce site a été construite en 1853. Cette tour en brique était initialement équipée d’un système à plusieurs lampes et réflecteurs. Trois ans plus tard, elle a été équipée d'une lentille de Fresnel de quatrième ordre.
En janvier 1861, au début de la guerre de Sécession, des forces confédérées s'emparèrent de l'île, notamment des fortifications incomplètes et du phare. Lorsqu'ils ont abandonné le fort en septembre, ils ont enlevé la lentille du phare et mis le feu à l'intérieur. Peu de temps après, les forces de l'Union occupèrent l'île et rétablirent le feu en novembre 1862, en utilisant une lentille et une lanterne capturées. La lumière a été noircie au nord pour empêcher son utilisation par les navires du blocus venant du continent.
À ce moment-là, la tour commençait à pencher de façon dangereuse et, en 1886 une nouvelle tour fut érigée à environ 91 m de l'ancienne. Cette tour à claire-voie était entièrement construite en bois, puis a été gainée de parements. Les maisons du gardien à ossature de bois ont été construites de chaque côté. La caractéristique de la lumière a été changée de blanc fixe à rouge fixe en 1880. L'ancienne tour s'est effondrée en 1901. Trois ans auparavant, des feux d'alignement avaient été installés pour marquer une section du chenal en dehors de Gulfport.
Son automatisation a été réalisée en 1950. En 1964, la lumière a été désactivée et l'année suivante le phare a été mis en vente. La tour est restée en place jusqu'en 1972, année où elle a été incendiée accidentellement par des étincelles provenant du feu d'un campeur. La tour avait été abandonnée lorsque l'ouragan Camille en 1969 l'a rendue irréparable. L’ancien feu d’alignement a été remplacé, en 1971, par une tour en acier beaucoup plus grande qui porte le feu d'alignement actuel.
En 2000, une réplique de la tour en bois a été érigée sur les fondations de son prédécesseur. La balise a été rallumée et est apparue sur les cartes comme une aide privée à la navigation. En 2005, cependant, l’ouragan Katrina l’a détruite, ne laissant aucune trace sauf la fondation.

## Description
Le phare actuel, géré à titre privée, est une tour métallique à claire-voie de 24 m, à côté de l'ancien phare de 1886. Il porte aussi une marque de jour à lattes de couleur rouge avec une bande verticale blanche. Il émet, à une hauteur focale de 25,5 m, un éclat blanc par période de 6 secondes. Sa portée n'est pas connue.

## Caractéristiques dufeu maritime
Fréquence :  6 secondes (W)
- Lumière : 3 secondes
- Obscurité : 3 secondes

Identifiant : ARLHS : USA-1141 ; USCG : 4-0335 - Admiralty : J3602.8 .

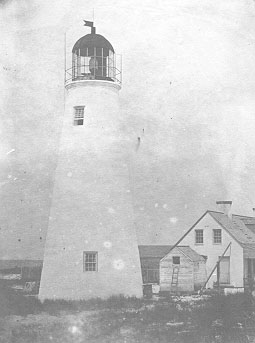
La tour d'origine (1853)
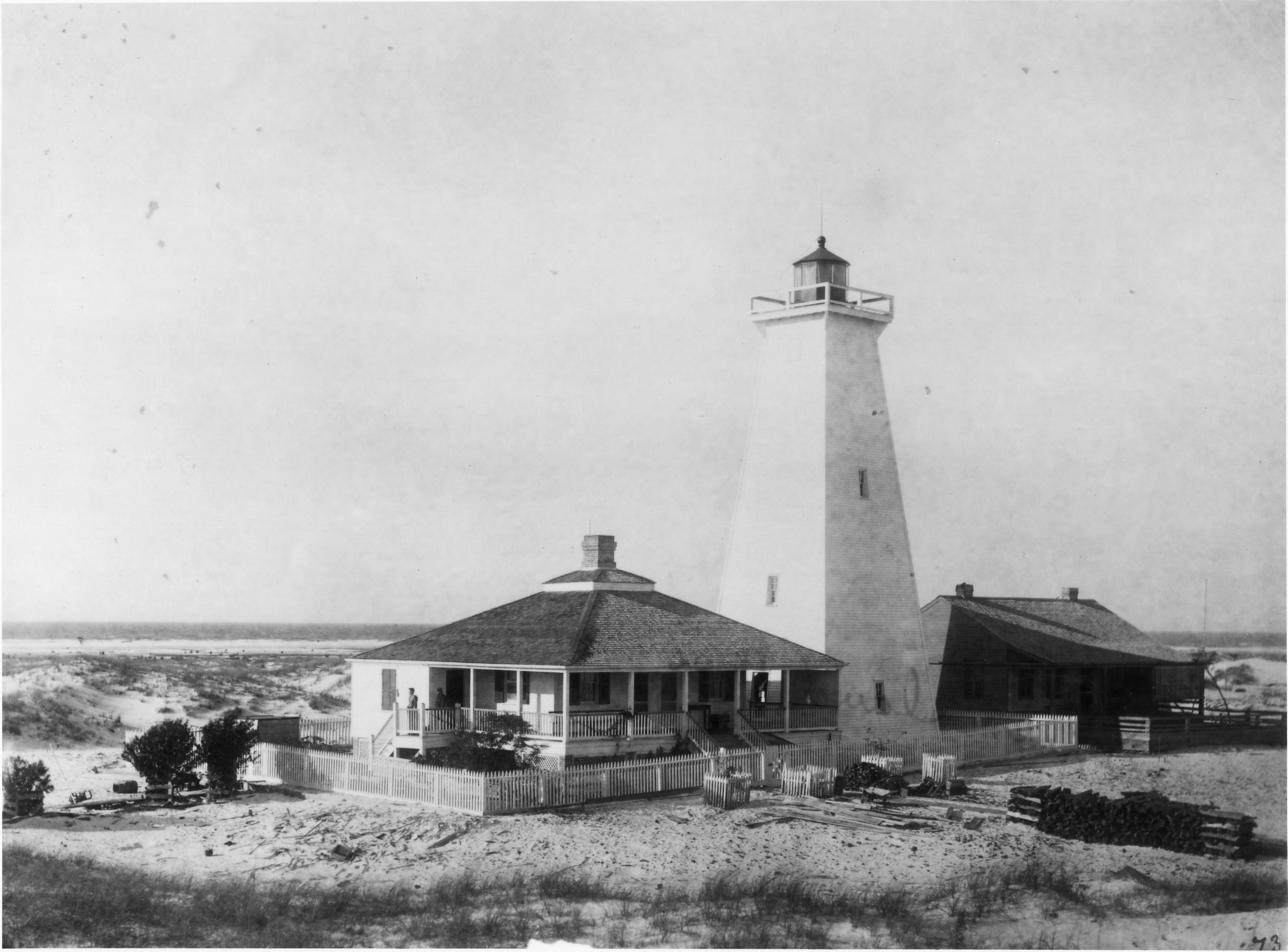
Le phare de 1892
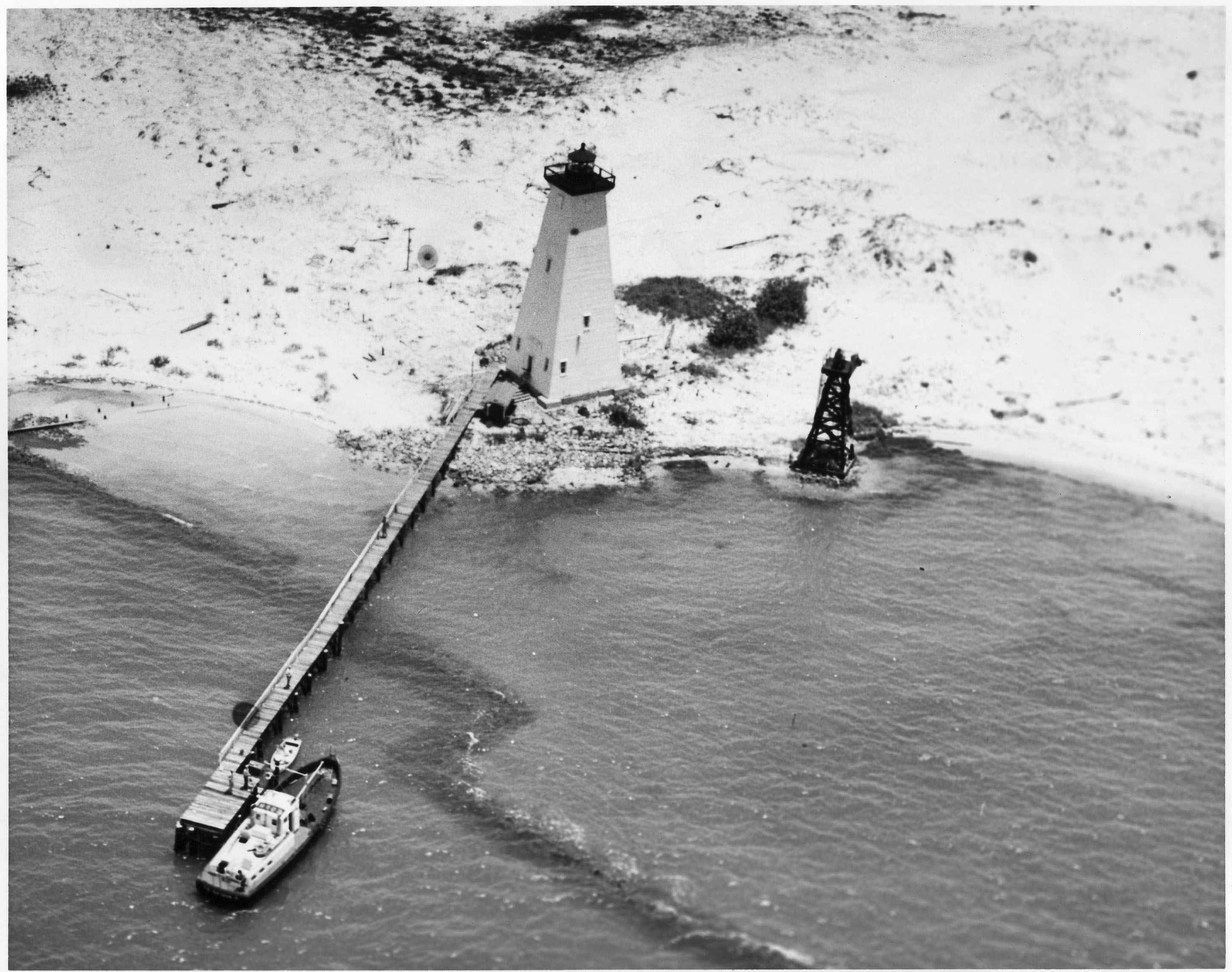
Le phare en 1954

### Lien connexe
- Liste des phares du Mississippi